# Émile Picault
Émile Louis Picault (1833-1915) was een Franse beeldhouwer, opgegroeid in Royer. Hij exposeerde in het Salon de peinture vanaf 1863.

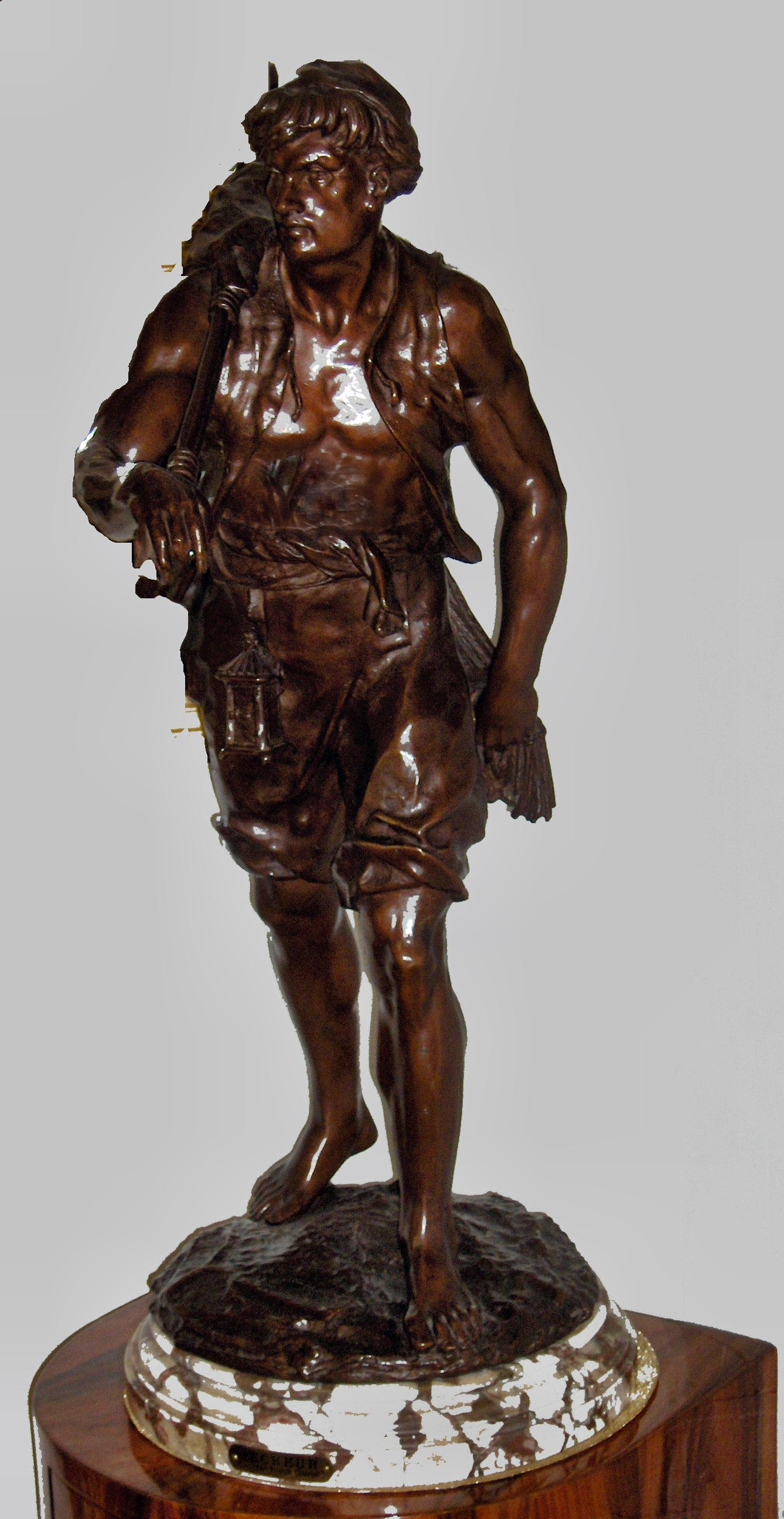
"De Visser"

Zijn zeer omvangrijk werk omvat voornamelijk allegorische of patriottische onderwerpen. Oorlogsfiguren of mythologische helden werden steeds vergezeld van Latijnse of Franse zinnen.
Bronzen
- Le Supplice de Tantale (1867)
- Persée délivrant Andromède (1880)
- Le Génie du progrès et Nicolas Flamel (1885)
- Le Cid (1886)
- La Naissance de Pégase (1888)
- Le Génie des sciences (1894)
- Le Génie des arts (1895)
- Le Livre (1896)
- Le Drapeau "ad unum" (1898)
- Vox progressi (1903)
- Belléphoron (1906)
- Semeur d'idées ( Mentionné au salon)

Médaillons
- Joseph expliquant les songes du Pharaon (1888)
- L'Agriculture (1888)

Plaasters
- Jason (1879)
- Andromède (1892)
- Prométhée dérobant le feu du ciel (1894)
- La Vaillance (1896)
- Vertus civiques (1897)
- Le Minerai (1902)
- La Forge (1905)
- Science et Industrie (1909)
- Propter gloriam (1914).

Het werk van Émile Picault is ook het onderwerp geweest van verschillende gietedities in brons door prestigieuze huizen als:
- Susse (Le Génie du travail - "Sur le champ du labeur la victoire est féconde" , drie afmetingen 53, 80, 125cm)
- Colin
- Houdebine.

De werken van Émile Picault kunnen in de volgende muséa gezien worden:
- Chambéry (Le Semeur d'idées, 45cm)
- Clermont-Ferrand (Hébé, 93 cm)
- Maubeuge (Le devoir, Honor patria, 45 cm)
- Troyes (La famille, joies et peines)

- Gemeinsame Normdatei: 118962138X
- RKD-Nederlands Instituut voor Kunstgeschiedenis: 214948
- Union List of Artist Names: 500406030
- Virtual International Authority File: 4159153596638351900003
- WorldCat: E39PBJdmppG3TJ3MCC7qV8wXBP